# Вершник, якого чекають
«Вершник, якого чекають» — радянський телефільм 1984 року, знятий режисером Дмитром Кесаянцем на кіностудії «Вірменфільм».

## Сюжет
Пригодницько-романтична історія про «чесного розбійника», заступника бідних. Дія відбувається у ХІХ столітті.

## У ролях
- Володимир Кочарян — Гор
- Марина Саркісян — Гаяне
- Ішхан Гарібян — голова повіту (озвучив Артем Карапетян)
- Володимир Мсрян — штабс-капітан Шахвердян
- Володимир Григорян — Мко
- Артуш Гедакян — Усач
- Роберт Єолчіян — одноокий урядник
- Армен Сантросян — Сенекерім
- Люсьєна Кіракосян — Безо
- Аліса Капланджян — мадам Шахвердян
- Леонард Саркісов — Мануков, суддя
- Гуж Манукян — Амазасп, шорник
- К. Варданян — епізод
- Віктор Ананьїн — Мануков
- Валентина Давтян — дружина Манукова
- Карлос Мартиросян — епізод
- Олексій Алфьоров — епізод
- Лейла Єгіазарян — епізод
- Армен Хостикян — епізод
- Георгій Геворкян — епізод
- Василь Назлуханян — епізод
- Г. Тадевосян — епізод
- Маїс Саркісян — епізод
- Лала Мнацаканян — служниця Манукова
- Г. Огарян — епізод
- Сергій Мкртчян — епізод
- Размік Ароян — епізод
- Степан Аджапханян — епізод
- Едуард Гаспарян — епізод
- Анаїт Гукасян — епізод
- Лаура Геворкян — епізод
- Г. Іскударян — епізод
- Фрунзик Мкртчян — епізод
- Еммануїл Ахвердян — епізод

## Знімальна група
- Режисер — Дмитро Кесаянц
- Сценаристи — Дмитро Кесаянц, Олександр Мехакян
- Оператори — Левон Атоянц, Гай Кіракосян
- Композитори — Авет Тертерян, Володимир Рубашевський
- Художник — Гурген Манукян